# Campament pro-democràcia (Hong Kong)
El camp a favor de la democràcia, també conegut com el camp de la pandemocràcia, és una alineació política a Hong Kong que dóna suport a l'augment de la democràcia, és a dir, el sufragi universal del cap de l'executiu i del Consell Legislatiu tal com estableix la Llei bàsica sota el "País únic, dos sistemes".
Els prodemòcrates generalment adopten valors liberals com l'estat de dret, els drets humans, les llibertats civils i la justícia social, encara que les seves posicions econòmiques varien. Sovint se'ls coneix com el "camp de l'oposició", ja que han estat constantment el camp minoritari dins del Consell Legislatiu, i per la seva posició no cooperativa i, de vegades, enfrontada cap als governs centrals d'Hong Kong i xinès. Oposat al camp pro-democràcia es troba el camp pro-Beijing, els membres del qual són percebuts com a partidaris de les autoritats de Pequín i de la RAE. Des del traspàs de 1997, el camp democràtic ha rebut habitualment entre el 55 i el 60 per cent dels vots a cada elecció, però sempre ha rebut menys de la meitat dels escons al Consell Legislatiu a causa dels elements elegits indirectament de la legislatura.
Els activistes pro-democràcia van sorgir dels moviments juvenils a la dècada de 1970 i van començar a participar en la política electoral quan el govern colonial va introduir la democràcia representativa a mitjans dels vuitanta. Els prodemòcrates es van unir per impulsar una major democràcia tant en el període de transició com després del lliurament d'Hong Kong el 1997. Molts també van donar suport a una major democràcia a la Xina ia les protestes de la plaça de Tiananmen de 1989. La relació entre els prodemòcrates i el govern de Pequín es va tornar hostil després de la cruenta repressió de Pequín contra la protesta, després de la qual els prodemòcrates van ser titllats de "traïdors". Després de les eleccions al Consell Legislatiu de 2004, el terme "camp de la pandemocràcia" (abreujat "pandems") es va fer servir més habitualment a mesura que van sorgir més partits aliats i polítics de diferents ideologies polítiques.
A les eleccions del Consell Legislatiu de 2016, el camp es va enfrontar al repte dels nous localistes sorgits després de la Revolució dels paraigües i que es van presentar sota la bandera de l'autodeterminació o la independència d'Hong Kong. Després de les eleccions, alguns localistes es van unir al caucus prodemòcrata, que es va reanomenar el "camp a favor de la democràcia". La desunió dins del camp i el fracàs de la revolució dels paraigües va costar als prodemòcrates a les eleccions parcials del 2018. El moviment contra l'extradició del 2019, però, va veure un repunt de la popularitat del camp, que va contribuir a la seva victòria més gran de la història de Hong Kong, aconseguint el control de 17 dels 18 consells de districte i més que triplicant els seus escons de 124 a 388. a les eleccions del Consell de Districte de 2019. Com a reacció a l'agitació política, el govern de Pequín va frenar encara més l'oposició i la desqualificació de quatre legisladors prodemocràcia en funcions va provocar la renúncia de 15 demòcrates restants a la legislatura, deixant els prodemòcrates sense representació per primera vegada des de 1998.

## Ideologia
Un dels principals objectius del camp pro-democràcia és aconseguir el sufragi universal del Cap de l'Executiu (CE) i del Consell Legislatiu (LegCo) tal com garanteixen l'article 45 i l'article 68 de la Llei Fonamental respectivament. Des de la decisió del Comitè Permanent de l'Assemblea Popular Nacional (NPCSC) del 31 d'agost de 2014, que va determinar que el candidat al cap de l'executiu seria seleccionat per un comitè de candidatures altament restrictiu i es va veure com una traïció al valor democràtic, alguns demòcrates han plantejat la qüestió de el dret a l'autodeterminació. No obstant això, els principals prodemòcrates van mantenir el seu suport a un Hong Kong altament autònom sota el marc "Un país, dos sistemes", tal com prometia la Llei bàsica.
Els prodemòcrates generalment adopten valors liberals com l'estat de dret, els drets humans, les llibertats civils i la justícia social, encara que les seves posicions econòmiques varien. Alguns prodemòcrates es posicionen com a més pro-obrers, mentre que la majoria de pro-demòcrates creuen en una societat més meritocràtica o igualitària. El camp pro-democràcia dóna suport generalment al moviment democràtic xinès, que es pot remuntar al seu suport a les protestes de la plaça de Tiananmen de 1989. Molts dels prodemòcrates han demanat la fi del govern d'un partit del Partit Comunista Xinès i, per tant, són vists com una amenaça per les autoritats de Pequín. El suport del camp a una democràcia més liberal és considerat inacceptable pel govern de Pequín. En alguns casos, els activistes de la pandemocràcia han estat titllats de traïdors a la Xina.
Els prodemòcrates també estan dividits pel seu enfocament per assolir la democràcia: els demòcrates moderats, representats pel Partit Demòcrata i l'Associació per a la Democràcia i la Vida del Poble (ADPL), creuen en el diàleg amb els governs de Pequín i Hong Kong sobre la lluita, mentre que els demòcrates radicals com la Lliga dels Socialdemòcrates i el Poder Popular creuen en les accions de carrer i els moviments de masses. Hi ha hagut greus conflictes i desconfiança entre les dues faccions i una gran escissió després de la votació de la reforma constitucional del 2010, on el Partit Demòcrata va negociar amb els representants de Pequín i va donar suport a la proposta de reforma modificada i, per tant, va ser vist com una traïció pels demòcrates radicals.

## Grups civils
- Aliança per a la Veritable Democràcia
- Acció Cinquena d'Abril
- Front Civil de Drets Humans
- Fonaments de la democràcia
- Aliança de Hong Kong en suport dels moviments democràtics patriòtics de la Xina
- Confederació de Sindicats d'Hong Kong
- Federació d'Estudiants d'Hong Kong
- Unió de professors professionals d'Hong Kong
- Acció Socialista (Hong Kong)